# Turku

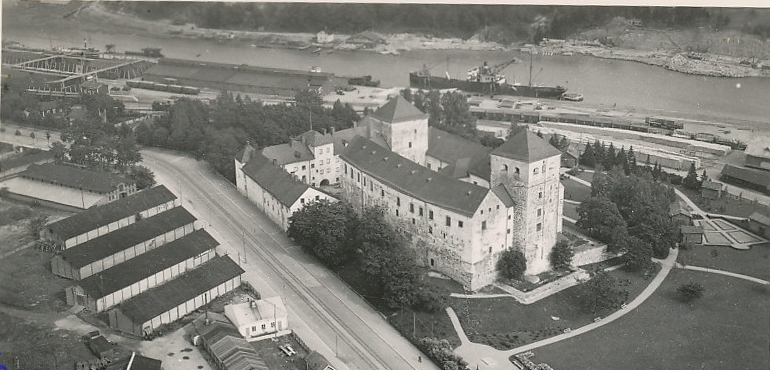
Hrad z letadla (1934)

Turku (finsky  tʊrkʊ, švédsky  Åbo) je finské město a přístav v jihozápadním Finsku, administrativní centrum provincie Vlastní Finsko. Město bylo založeno koncem 13. století při ústí řeky Aury do Baltského moře, 150 km západně od Helsinek. Do roku 1812 bylo správním centrem Finska. V roce 2025 zde žilo přes 206 420 obyvatel a bylo tak šestým největším finským městem. V celé městské oblasti žilo přes 315 000 obyvatel. 5,2 % obyvatel mluví švédsky.

Pohled na Turku

V Turku jsou loděnice, jejichž součástí je i suchý dok o rozměrech 365×80 m, kde se staví největší osobní lodě světa (např. Oasis of the Seas).
Arcibiskup Turku je primasem Evangelicko-luterské církve Finska. V roce 1920 zde byla založena univerzita. Turku bylo roku 2011 Evropským hlavním městem kultury.

## Etymologie
Název Turku pochází ze staroslovanského slova, kterým se označovalo tržiště. Původ švédského názvu Åbo je nejistý. Může znamenat kombinaci slov řeka (å) a obydlí (bo).

## Historie
Nejstarší archeologické nálezy pochází z doby kamenné, město samotné bylo založeno koncem 13. století. V roce 1300 byla vysvěcena zdejší katedrála. Stalo se největším správním městem Finska. Název Finsko se původně vztahoval pouze na okolí Turku a odtud pramení i současný název provincie Vlastní Finsko, jejímž je Turku administrativním centrem. V roce 1640 zde byla založena první univerzita (Královská akademie), která po velkém požáru města byla roku 1828 přemístěna do Helsinek. Po Finské válce se v roce 1809 stalo Turku oficiálním hlavním městem, o tři roky později car Alexandr I. učinil hlavním městem Helsinky. 4. září 1827 bylo při požáru zničeno asi 75 % města, zahynulo 27 lidí a asi 11 000 jich zůstalo bez domova. Nová výstavba byla svěřena německému architektu Carlu Ludwigu Engelovi, který se podílel i na budování nových Helsinek. Dodnes je zachován půdorys pravoúhlých ulic v centru města a tento nový územní plán měl vliv i na uspořádání dalších finských měst.

## Sport
V Turku sídlí kluby Inter (fotbal) a TPS (fotbal, lední hokej a florbal).
V Turku se běží Paavo Nurmi Marathon na počest Paava Nurmiho, který právě v Turku vyrůstal.

## Partnerská města
- Aarhus, Dánsko (1946)
- Bergen, Norsko (1946)
- Bratislava, Slovensko (1976)
- Constanța, Rumunsko (1963)
- Florencie, Itálie (1992)
- Gdaňsk, Polsko (1958)
- Göteborg, Švédsko (1946)
- Kolín nad Rýnem, Německo (1967)
- Kuressaare, Estonsko
- Petrohrad, Rusko (1953)
- Rostock, Německo (1963)
- Segedín, Maďarsko (1971)
- Tallinn, Estonsko
- Tartu, Estonsko (2008)
- Tchien-ťin, Čína (2000)
- Varna, Bulharsko (1963)

## Galerie

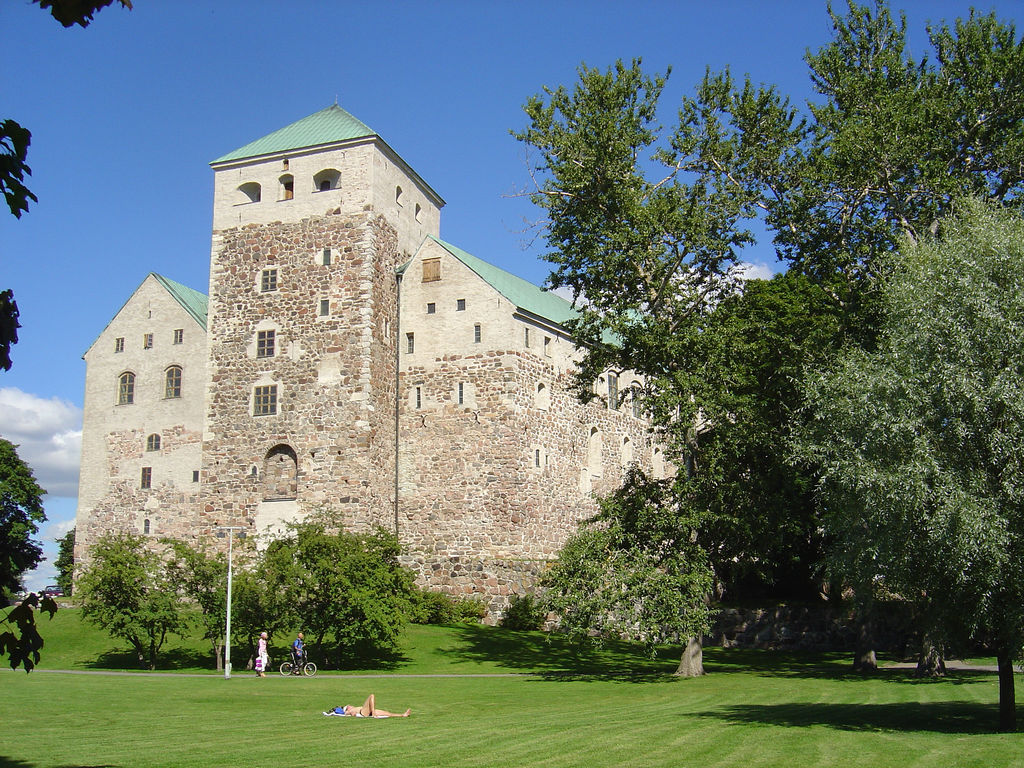
Hrad, středověká strana
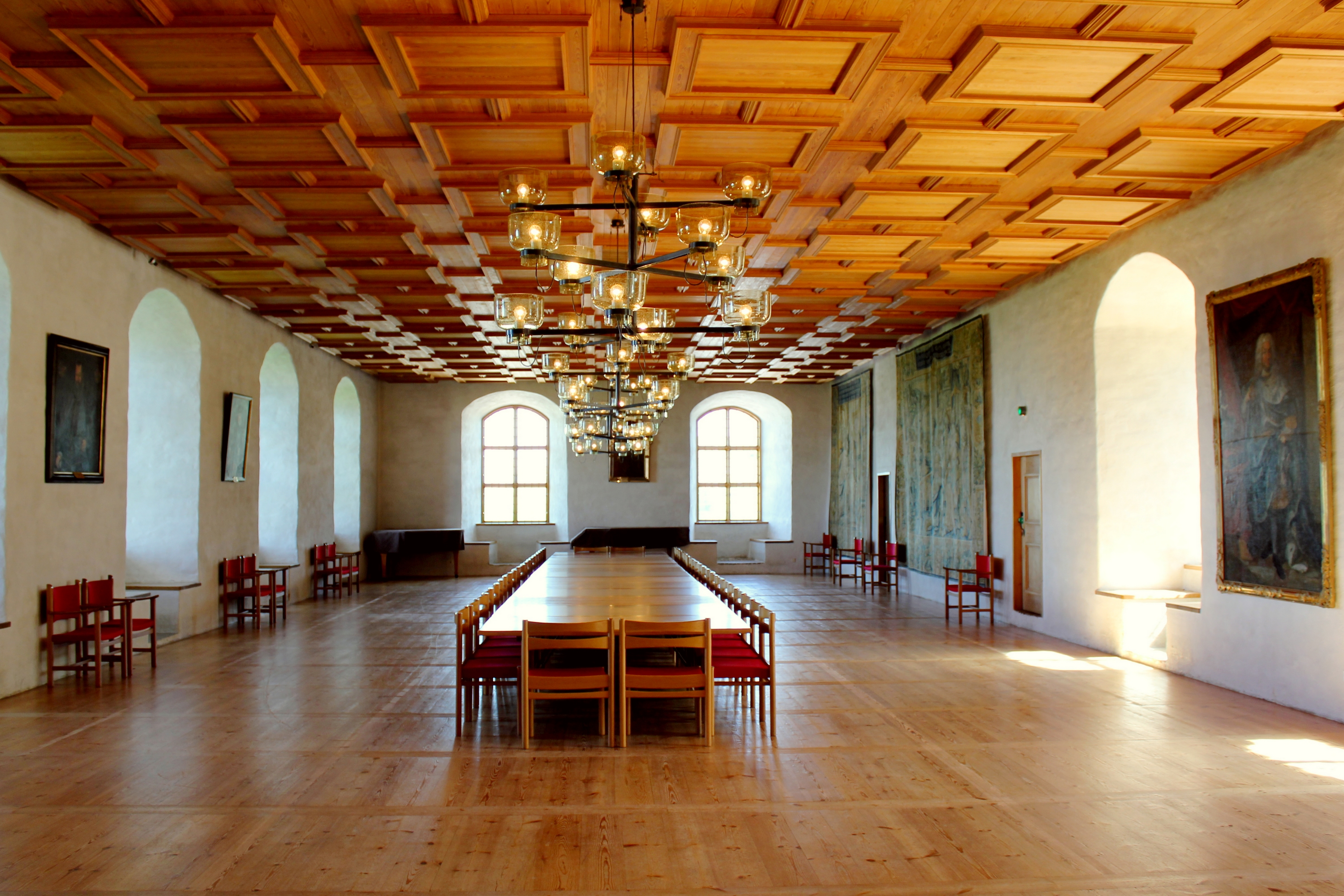
Renesanční sál na hradě
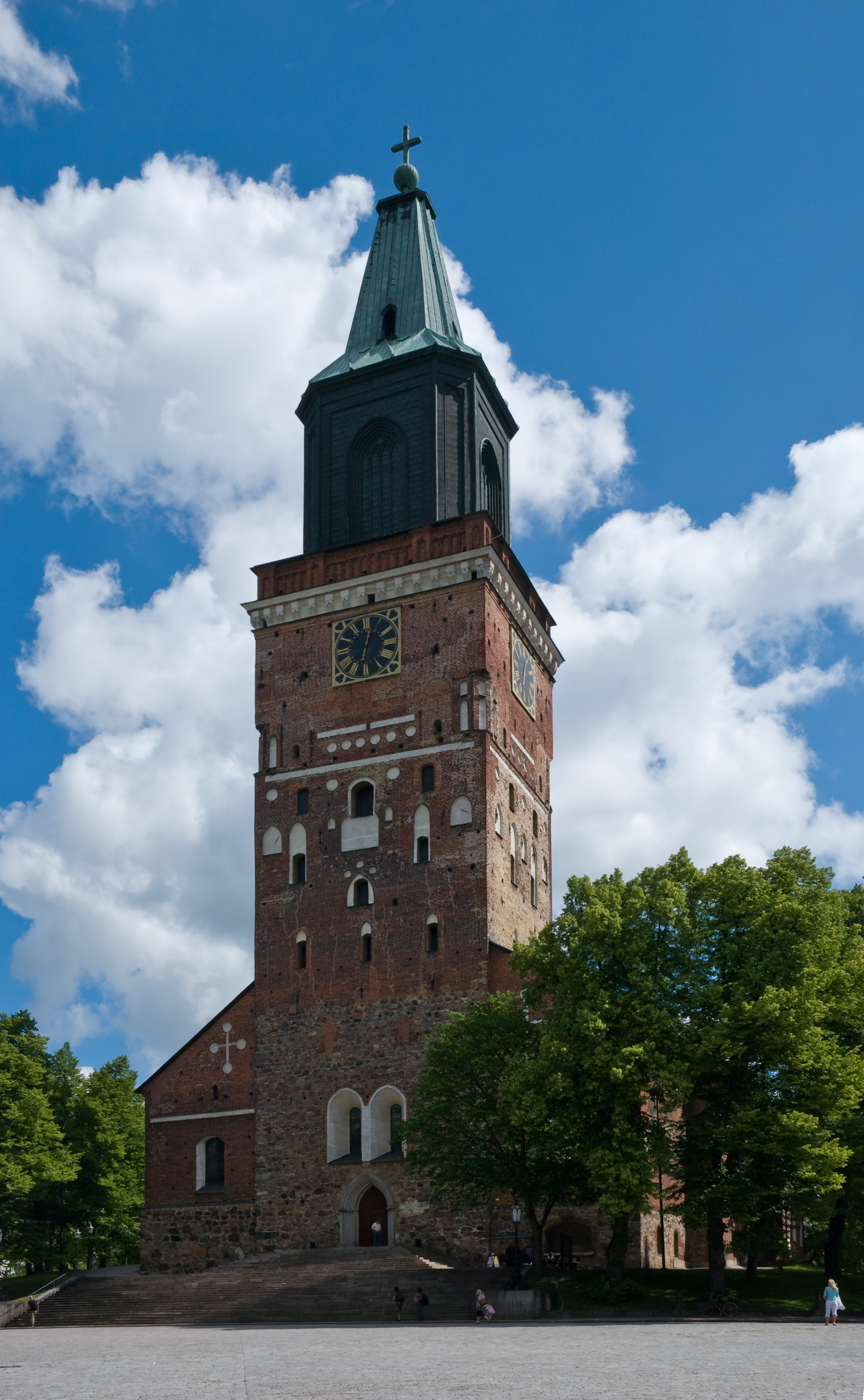
Katedrála v Turku
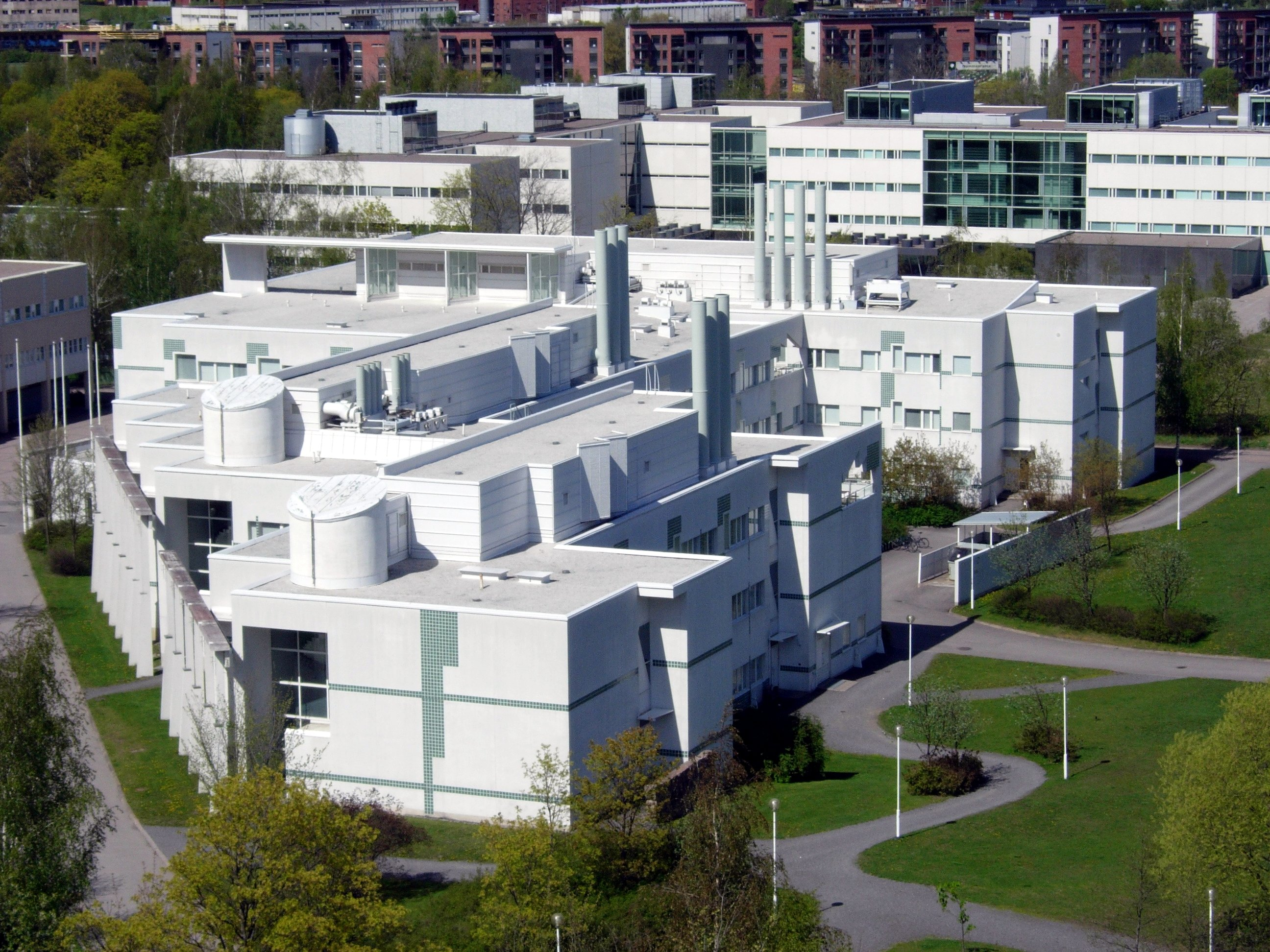
Chemická fakulta univerzity